# FC Nordstern 1896 München
Az FC Nordstern 1896 München egy 1896-ban alakult müncheni labdarúgócsapat. A DFB alapító klubjai közé tartozik.

## Története
Az 1896-ban diákok által alakított labdarúgócsapat München egyik legelső klubja. 1900. április 15-én 0-15-ös vereséget szenvedtek el az FC Bayern München ellen. 1902 februárjában feloszlott a klub.